# Adolfo Winternitz
Adolfo Cristóbal Winternitz, geb. Adolf Gustav Winternitz Wurmser (* 20. Oktober 1906 in Wien; † 17. Juni 1993 in Lima) war  ein peruanischer Künstler österreichischer Herkunft (akademischer Maler, Bildhauer und Grafiker), der 1939 nach Lima (Perú) emigrierte. Er war Gründer der Academia de Arte Católico in Lima. Er hat vier Kinder.

## Leben
Adolfo Winternitz wurde mit 15 Jahren an der Akademie der bildenden Künste Wien aufgenommen. Von 1921 bis 1929 studierte er Malerei, Bildhauerei und Grafik bei Karl Sterrer. Nach seiner Heirat 1931 mit Hannah Pollak (1905–1986) übersiedelte die Familie nach Florenz und später nach Rom. 1938 konvertierten er und seine Familie zum Katholizismus. Mit kirchlicher Unterstützung gelang ihnen während der faschistischen Diktatur die Emigration nach Lima (Perù). Bereits 1940 gründete er dort die Academia de Arte Católico, die er auch leitete. 1942 erhielt er die peruanische Staatsbürgerschaft. 1947 wurde die Academia de Arte Católico in die Katholische Universität in Lima eingegliedert. 1952 wurde Adolfo Winternitz zum Direktor der Escuela de Artes Plásticas an der Pontificia Universidad Católica del Perú (PUCP) berufen. 1981 wurde die ehemalige Academia de Arte Católico zur Fakultät der Künste umgewandelt. Ab 1984 war er Dekan der Fakultät, an der auch sein Enkel Michael Perko Winternitz Malerei unterrichtet. Winternitz war Gründungsmitglied der 1950 etablierten SIAC (Société Internationale des Artistes Chrétiens).

## Werk (Auswahl)

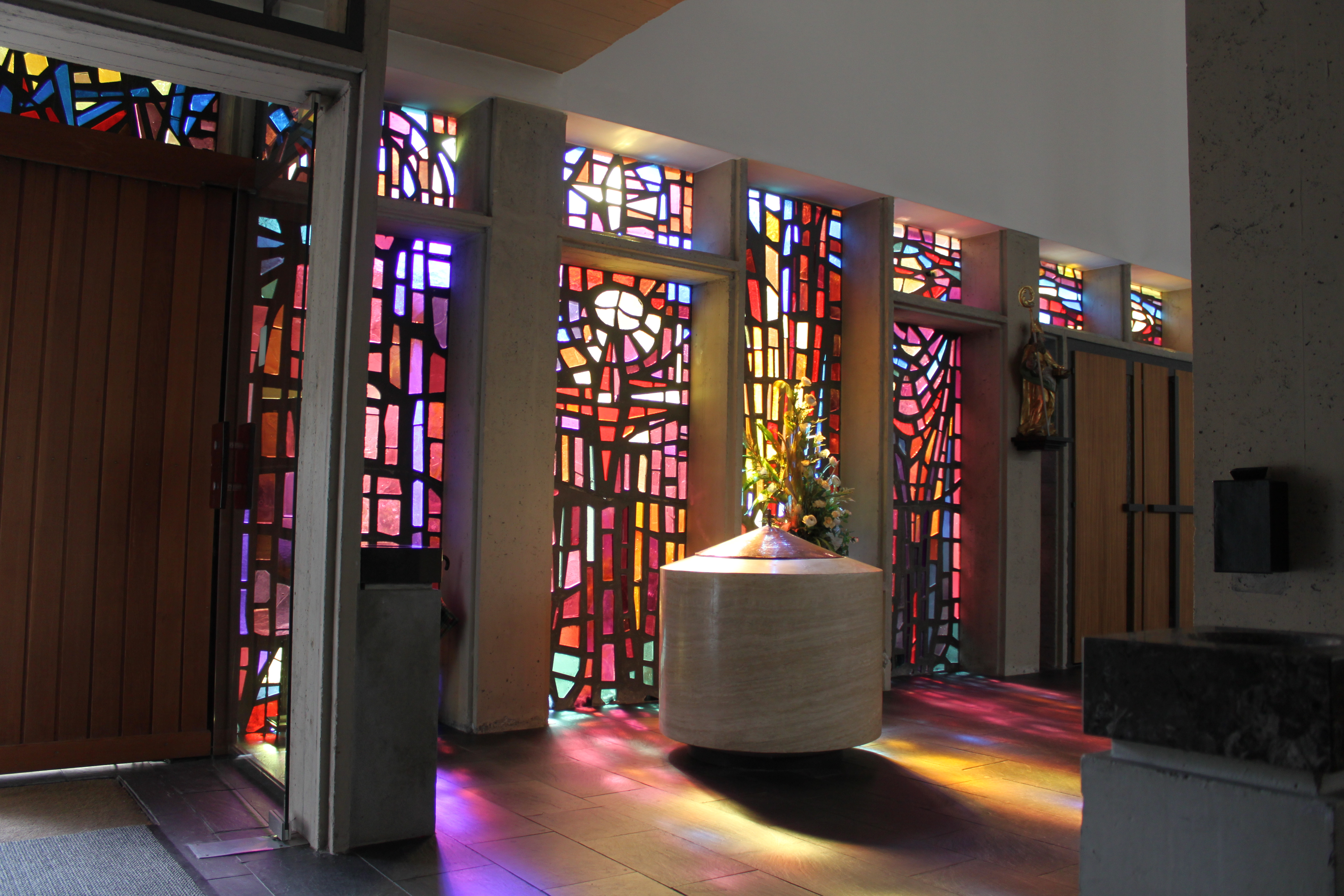
Betonglasfenster der Pfarrkirche Gantschier

Winternitz entwickelte sich ausgehend von der Neuen Sachlichkeit zur abstrakten Malerei. Neben Porträts und Landschaften griff er später zunehmend religiöse Themen auf.
- Sakrale Kunst (Mosaike, Fresken, Fenster)
- Betonglasfenster u. a. in Lima, Wien (Pfarrkirche Gellertplatz, Favoriten), Bartholomäberg und Schruns mit Pfarrkirche Gantschier, Winston-Salem (USA)
- Serie Hymne an das Universum (1974)
- Zyklus Laudes (1977–1980)

## Auszeichnungen
- 1966 Österreichisches Ehrenkreuz für Wissenschaft und Kunst I. Klasse
- 1979 Auszeichnung der UNESCO
- 1989 Auszeichnung vom peruanischen Unterrichtsministerium

## Ausstellungen (Auswahl)
- Florenz Erste Einzelausstellung 1932
- Venedig, Florenz, Rom, Mailand 1935–1938
- Lima, Buenos Aires, Santiago de Chile, Montevideo 1942–1949
- Wien 1950
- Lima Requiem 1975
- Lima Zyklus Presagios 1976
- Lima Retrospective Museo de la Nacíon 1991
- Wien Ein Österreicher in Peru. Leopold Museum 2006